# 에픽테토스
에픽테토스(그리스어: Ἐπίκτητος, 라틴어: EPICTETVS, 55년경~135년경)는 고대 그리스 스토아 학파의 대표적인 철학자이다. 소아시아에서 노예로 출생하였으며 고문을 받아 절름발이가 되었다. 그는 이때 자신의 주인이자 스토아 학자인 무소니우스 루푸스 아래에서 스토아 철학을 배웠으며 노예에서 해방되자 젊은이들에게 철학을 가르쳤다. 그의 사상은 의지의 철학으로서 실천적인 면을 강조한다. 그는 아무런 저서도 쓰지 않았으나 제자인 아리아노스가 그의 강의를 간추려 쓴 《어록》(제요, 요결, 엥케이리디온, Encheiridion)이 있다.

## 생애
에픽테토스는 서기 55년경에 태어났다. 출생 장소는 프리기아의 히에라폴리스이었다. 그의 부모가 이름을 지어주었으며, "에픽테토스"는 그리스어로 "획득한"이란 뜻이다. 그는 어린 시절을 로마에서 보냈으며, 네로의 해방노예이며 매우 부유한 자유민이었던 에파프로디토스 밑에서 노예로 일했다. 에픽테토스는 무소니우스 루푸스 밑에서 노예로서 스토아 학파 철학을 공부했다. 하나의 자료만이 주인인 에파프로디토스가 에픽테토스의 다리를 부러뜨려 절름발이가 되었다고 말하고 있어서 정확한 사정을 확인하기 힘들지만, 어쨌든 그는 절름발이가 되었다고 알려져 있다. 좀 더 믿을 만한 증언은 킬리키아의 심플리키우스의 것으로, 에픽테토스가 어린 시절부터 절름발이였다고 기록하고 있다.

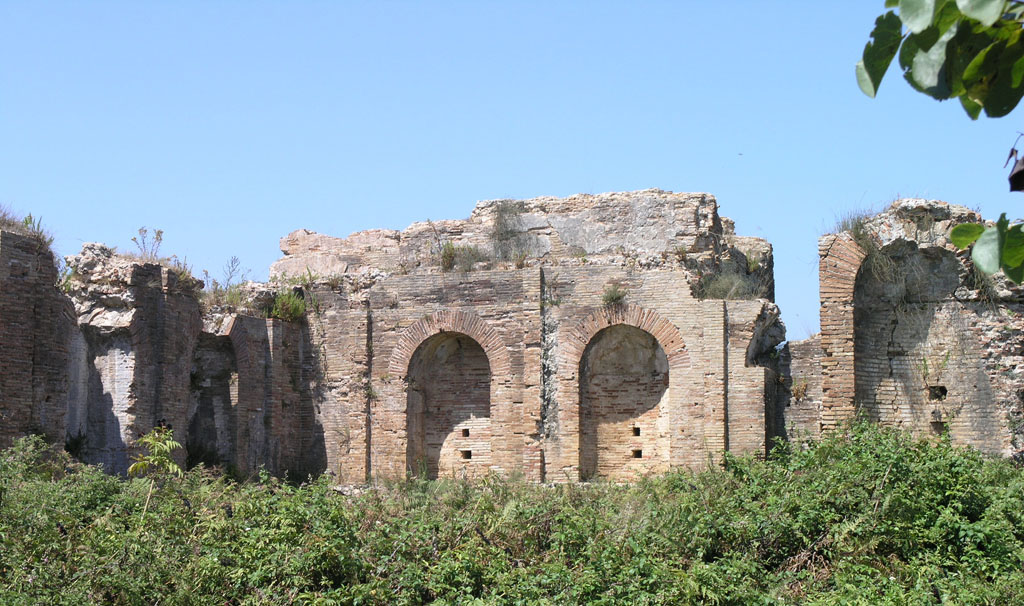
로마 시대에 폐허가 된
니코폴리스

에픽테토스가 어떻게 노예에서 해방되어 자유를 얻었는지 알려져 있지 않지만, 결국 그는 자유민이 되었고 로마에서 철학을 가르치기 시작했다. 서기 93년경 도미티아누스는 모든 철학자를 로마에서 쫓아내고, 결국에는 이탈리아에서 떠나게 했다. 에픽테토스는 그리스 에페이로스에 있는 니코폴리스로 떠났으며, 니코폴리스에 철학 학교를 세웠다.
그의 가장 유명한 제자인 아리아노스는 그의 밑에서 젊은 학생으로 공부했고(대략 AD.108년 경), 에픽테토스의 강의를 적은 필기를 바탕으로 유명한 "에픽테토스의 담화록"을 썼다고 주장했다. 하지만 일부 학자는 소크라테스의 이름을 빌린 책들처럼, 아리아누스의 책도 에픽테토스가 썼다기보다는 아리아노스의 저술로 보아야 한다고 주장한다. 아리아노스는 에픽테토스를 힘있는 연설가로 묘사하였다. 그에 따르면, "에픽테토스는 듣는 사람에게 에픽테토스가 그에게 느꼈으면 하는 것을 느끼도록 유도하였다." 뛰어난 이들이 그와 대화를 나누려고 하였고, 로마 황제 하드리아누스는 그와 친하게 지내면서 니코폴리스에 있는 그의 학교에서 에픽테토스의 말을 들었을 지도 모른다.
그는 평생 별로 가진 것 없이 매우 검소하게 살았다. 그는 평생 독신으로 지냈으며, 노년에 그는 자신보다 먼저 세상을 떠난 친구의 자녀를 입양했고, 한 여성의 도움을 받아서 그 자녀를 길렀다. 에픽테토스는 서기 135년 무렵에 사망했다. 그가 죽은 후에, 그가 사용했던 기름 램프는 그를 존경했던 사람에게 3000 드라크마에 팔렸다.

## 사상
| “ | 1. 존재하는 것들 가운데 어떤 것은 우리에게 달려 있는 것들이고, 다른 어떤 것은 우리에게 달려있는 것들이 아니다. 우리에게 달려 있는 것들은 판단, 충동, 욕구, 회피(혐오), 한마디로 말해서 우리 자신이 행하는 그러한 모든 일이다. 반면에 우리에게 달려있지 않은 것들은 육체, 재산, 평판, 관직과 같은, 한마디로 말해서 우리 자신이 행하지 않는 우리에게 달려 있지 않은 일이다. 2. 게다가 우리에게 달려 있는 것들은 본성적으로 자유롭고, 방해받지 않으며, 훼방을 받지 않지만, 우리에게 달려 있지 않은 것들은 무력하고, 노예적이고, 방해받으며, 내 것이 아닌 다른 것들에 속한다. 3 그러므로 다음을 명심하라. 만일 네가 본성적으로 노예적인 것들을 자유로운 것으로 생각하고, 또 다른 것에 속하는 것들을 너 자신의 것으로 생각한다면, 너는 장애에 부딪힐 것이고, 고통을 당할 것이고, 심란(心亂)해지고, 신들과 인간들을 비난하게 될 것이다. 그러나 이와 반대로 네가 사실상 너의 것만을 너 자신의 것으로 생각하고, 또 다른 사람에게 속하는 것을(실제로 그런 것처럼) 다른 사람에게 속하는 것으로 생각한다면, 그 누구도 어느 때고 너를 강요하지 않을 것이고, 그 누구도 너를 방해하지 않을 것이고, 너는 그 누구도 비난하지 않을 것이고, 그 누구도 힐난하지도 않을 것이고, 자의에 반해서 결코 어떤 한 가지 일이라도 행하지 않을 것이고, 그 누구도 너에게 해를 끼치지 않을 것이고, 어떤 적도 없을 것임을 기억하라. 너는 해가 되는 어떤 것에도 고통을 당하지 않을 것이기 때문이다. 엥케이리디온, 제1장 中 김재홍 번역 | ” |

알려진 바에 따르면, 에픽테토스는 스스로는 어떤 저서도 남기지 않았다. 현재 남아 있는 그의 사상은 모두 그의 제자인 아리아노스가 기록한 것이다. 주요한 책은 "담화록"이다. 원래는 여덟 권이었으나 네 권만 전해 내려온다. 또한 아리아노스는 대중에게 맞춘 요약판을 편집하였고, 그 요약판의 제목을 "편람," 또는 "안내서"라고 붙였다. "강연"의 서문에서 아리아노스는 루키우스 겔리우스에게 다음과 같이 말한다. "내가 그에게 들은 것이 무엇이든 간에 나는 할 수 있는 한 최선을 다해 한 단어 한 단어를 받아 적었고, 내 미래의 쓸모를 위해서 기억을 통해 그의 사고방식과 솔직함이 담긴 그 말을 정확히 간직하려고 노력했다네."
에픽테토스는 초기 스토아 학파보다 더 윤리학에 집중했다. 그는 자신의 생각을 소크라테스의 것이라고 말하며, 그는 우리의 목적은 우리 자신의 삶의 주인이 되는 것이라고 주장한다. 에픽테토스에 따르면, 철학의 목적은 선개념(prolēpsis)을 올바른 사항들에 적용하게 하는 것이며, 무엇보다 모든 인간에게 유효하며 변하거나 침범할 수 없는, 참된 "본질"을 파악하는 것이다.
"본질"은 한발 더 나아가면 두 범주로 구분된다. 하나는 우리에게 달려있는 것이고(prohairetic things), 다른 하나는 우리에게 달려있지 않은 것이다 (aprohairetic things). 첫 번째 범주에는 판단, 충동, 욕구, 회피 등이 속한다. 두 번째 범주에는 소위 "아디아포라"(adiaphora)라고 하는 것이 속하는데, 구체적으로 살피면 건강, 재산, 명성 등이 있다. 결국 에픽테토스는 좋음과 나쁨 마저도 오직 우리의 선택에 달려 있으며, 결코 외부에 있는 것이 아님을 역설하였다.

## 같이 보기
- 미셸 푸코

## 참고 문헌
- 에픽테토스 『담화록』 / 김재홍 pdf
- 엥케이리디온, 위키문헌